# 구자경 (기업인)
구자경(具滋暻, 1925년 4월 24일~2019년 12월 14일)은 대한민국의 기업인이자, 정치인으로 LG그룹 제2대 회장이다.

## 생애
경상남도 진주시 지수면 승내리에서 구인회(具仁會) LG 창업 회장의 첫째 아들로 태어났다. 진주사범학교를 나와 5년간 교사 생활을 하기도 했다. 1950년 락희화학공업사(현, LG화학)에 이사로 합류했다. 1970년~1995년 럭키금성그룹 회장으로 있으면서 취임 당시 매출 260억원이었던 그룹을 30조원 규모로 키웠다.  1995년 1월 럭키금성 그룹의 명칭을 LG그룹으로 바꾸면서 첫째 아들인 구본무 회장에게 회장직을 물려주고 스스로 물러났다. 같은해 2월부터 LG그룹 명예 회장으로 있었고 말년에 천안에 있는 연암대 농장에서 배우자와 함께 버섯을 키우며 여생을 보냈다. 2019년 12월 14일에 숙환으로 인해 향년 95세를 일기로 별세했다.

## 사회 활동
1972년 초대 통일주체국민회의 대의원을 지냈다. 1979년부터 고려중앙학원 이사를 맡았다. 1982년~1984년 한국산악회 회장을 지냈다. 1982년부터 동아일보사 이사를 맡았다. 1987년 전국경제인연합회 회장으로 추대되어 2년의 임기를 보내었다. 1994년 보람은행 이사회장을 지냈다.

## 가족
- 할아버지: 구재서(具再書)
- 할머니: 진양 하씨(晉陽 河氏)
- 외할아버지: 허만식(許萬寔)
  - 아버지: 구인회(具仁會, 1907년 8월 27일~1969년 12월 31일)
  - 어머니: 허을수(許乙壽, 1905년~1986년 6월 13일)
    - 부인: 하정임(1924년 9월 1일~2008년 1월 9일) - 하순봉의 딸
      - 첫째 아들: 구본무(具本茂, 1945년 2월 10일~2018년 5월 20일), 전 LG그룹 대표이사 회장
      - 며느리: 김영식(1952년 1월 12일~) - 김태동의 딸
      - 첫째 딸: 구훤미
      - 둘째 아들: 구본능(具本綾, 1949년 3월 26일~) 현 희성그룹 회장, 전 KBO 총재
      - 셋째 아들: 구본준(具本俊, 1951년 12월 24일~) 현 LX그룹 회장, 전 LG(주) 대표이사 부회장
      - 둘째 딸: 구미정(1955년 5월 7일~)
      - 넷째 아들: 구본식(具本式, 1958년 6월 28일~) 현 LT그룹 회장

    - 동생: 구자승(1929년~1974년 4월 7일)

## 상훈
- 1979 한국경영자상
- 2000 뉴밀레니엄창업대상
- 2002 국회 과학기술연구회 2002 국회대상 공로상

## 역대 선거 결과
|  | 23.6% |

|  | 0% |

|  | 17.5% |

## 기타
- 구자경 회장은  1970년 2월 그룹 모체 기업인 락희화학을 민간 기업으로서는 처음으로  증권거래소에 상장했다.[3]